# Ommatius curvimargo
Ommatius curvimargo là một loài ruồi trong họ Asilidae. Ommatius curvimargo được Bezzi miêu tả năm 1928. Loài này phân bố ở miền Australasia.